# 西奥多·索多伯格 (音响工程师)
西奥多·索多伯格（英語：Theodore Soderberg，1890年1月31日—1971年12月19日）为一位美国音讯工程师，是环球影业1930年代的音效总监。他曾在1935年第7届奥斯卡颁奖典礼上获得奥斯卡最佳音响效果奖提名。

## 精选影视作品
- 春风秋雨（英语：Imitation of Life (1934 film)）（1934）[2]